# Stratford-on-Avon District
Stratford-on-Avon ist ein District in der Grafschaft Warwickshire in England. Verwaltungssitz ist die ähnlich lautende Stadt Stratford-upon-Avon. Weitere bedeutende Orte sind Alcester, Aston Cantlow, Bidford-on-Avon, Bishop’s Itchington, Harbury, Henley-in-Arden, Kineton, Long Itchington, Quinton, Shipston-on-Stour, Southam, Stockton, Studley, Wellesbourne, Weston-on-Avon und Wootton Wawen.
Der Bezirk wurde am 1. April 1974 gebildet und entstand aus der Fusion des Borough Stratford-upon-Avon, der Rural Districts Alcester, Shipston-on-Stour und Southam sowie des größten Teils des Rural District Stratford-upon-Avon.